# ستانلي بيش
ستانلي بيش (بالهولندية: Stanley Bish)‏ هو لاعب كرة قدم هولندي في مركز الهجوم، ولد في 24 مايو 1951 في جاكرتا في إندونيسيا. لعب مع نادي آيندهوفن.